# Jan Niedoba
Jan Niedoba (ur. 19 października 1949 w Bystrzycy, zm. 16 lutego 2021) – czeski duchowny luterański pochodzenia polskiego, Biskup Luterańskiego Ewangelickiego Kościoła Augsburskiego Wyznania w Republice Czeskiej.

## Życiorys
Studiował teologię ewangelicką na Ewangelickim Fakultecie Teologicznym w Bratysławie oraz w Chrześcijańskiej Akademii Teologicznej w Warszawie. Ordynację na duchownego Śląskiego Kościoła Ewangelickiego Augsburskiego Wyznania otrzymał 19 listopada 1972. W 2000, Synod Luterańskiego Ewangelickiego Kościoła Augsburskiego Wyznania wybrał ks. Jana Niedobę na urząd Biskupa Kościoła, który sprawował do 2018 (jego następcą został Věslav Szpak). W ostatnim okresie życia pełnił funkcję proboszcza parafii luterańskiej w Bystrzycy.